# Агришу де Сус (Бистрица-Насауд)
Агришу де Сус (рум. Agrișu de Sus) насеље је у Румунији у округу Бистрица-Насауд у општини Шиеу-Одорхеј. Oпштина се налази на надморској висини од 360 m.

## Становништво
Према подацима из 2002. године у насељу је живело 200 становника, од којих су сви румунске националности.